# Рассел, Гарольд
Га́рольд Джон Ра́ссел (англ. Harold John Russell, 14 января 1914 — 29 января 2002) — канадо-американский актёр. Гарольд Рассел, ветеран Второй мировой войны, стал одним из двух непрофессиональных актёров, получивших премию «Оскар» (второй — Хенг С. Нгор). Рассел является также единственным актёром, получившим два «Оскара» за одну и ту же роль.

## Биография
Гарольд Рассел родился в Норт-Сиднее канадской провинции Новая Шотландия. В 1933 году переехал со своей семьёй в Массачусетс. 7 декабря 1941 года он был так потрясён нападением на Пёрл-Харбор, что на следующий день ушёл добровольцем в армию.
В 1944 году он потерял обе руки в результате взрыва гранаты на съёмках учебного фильма в лагере для новобранцев и с тех пор носил протезы.
После госпиталя он поступил в Бостонский университет. В это время о нём был снят фильм «Дневник сержанта», повествующий о реабилитации ветеранов.
Когда режиссёр Уильям Уайлер увидел этот фильм, он тут же пригласил Рассела на съемки фильма «Лучшие годы нашей жизни» (1946) вместе с Фредриком Марчем и Даной Эндрюс. Рассел сыграл роль Гомера Пэрриша, моряка, потерявшего обе руки на войне.
За исполнение роли Пэрриша Рассел был удостоен «Оскара» за лучшую роль второго плана. Кроме этого, незадолго до церемонии, Рассел получил почётного «Оскара» «за надежду и смелость, вселяемую им товарищам-ветеранам». Этот «Оскар» был вручён Расселу от имени Совета управляющих премии «Оскар»: они сомневались в победе Рассела на церемонии, но очень хотели отметить его достижение. Таким образом, Рассел стал единственным актёром в истории «Оскара», получившим две награды за одну и ту же роль.
После окончания съёмок Гарольд Рассел вернулся в Бостонский университет, окончив его в 1949 году. Он издал две автобиографии: «Победа в моих руках» (1949) и «Лучшие годы моей жизни» (1981). Рассел появился ещё в двух фильмах: «Inside Moves» (1980) и «Dogtown» (1997).

## Личная жизнь
Рассел был женат дважды: первый раз он женился на своей юношеской любви, Рите Рассел-Никсон (1944—1978), после возвращения с фронта. В браке родились двое детей: дочь Адель и сын Джеральд. В 1978 году его жена скончалась.
В 1981 году Рассел женился второй раз на Бетти Маршаллси (1981—2002), с которой прожил до конца жизни.
В 1982 году сын Рассела, пилот компании «Eastern Airlines», был приговорён к 25 годам тюрьмы за убийство другого пилота из ревности к стюардессе.
В 1992 году Гарольд Рассел продал своего «Оскара» на аукционе Германа Дарвика за 60 500 долларов вопреки запрету Американской киноакадемии, действующему с 1950 года. Деньги нужны были ему на лечение своей жены. Покупатель статуэтки неизвестен. Этот случай продажи «Оскара» при жизни владельца до сих пор остаётся единственным в истории.
Гарольд Рассел скончался 29 января 2002 года от сердечного приступа.